# Edina Alves Batista
Edina Alves Batista, née le 10 janvier 1980 à Goioerê, est une arbitre brésilienne de football.

## Biographie
Edina Alves Batista naît le 10 janvier 1980 à Goioerê.
Arbitre de Série A brésilienne, elle fait ses débuts en première division le 28 mai 2019.
Elle officie comme arbitre lors de la Copa América féminine 2018 et lors de la Copa América féminine 2022.
Lors de la Coupe du monde 2019, elle arbitre notamment le match entre la Nouvelle-Zélande et les Pays-Bas et la demi-finale entre l'Angleterre et les États-Unis.